# Hydathode

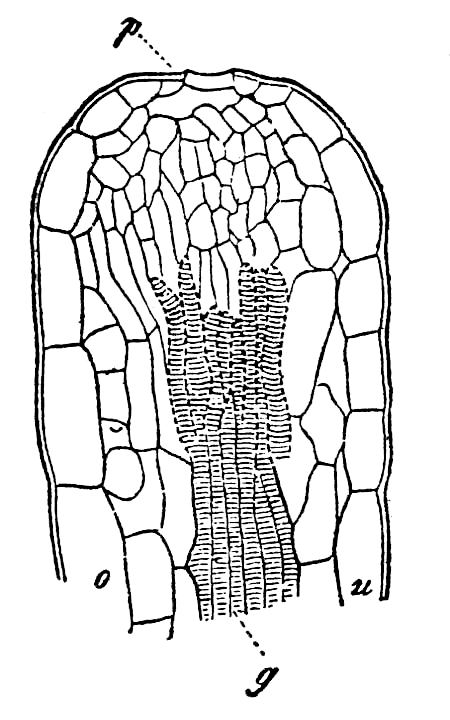
Section d’une feuille de Primula sinensis montrant des hydathodes.

Un hydathode (du grec hydat-, « eau » et hodos, « voie », terme créé en 1894 par le botaniste autrichien Gottlieb Haberlandt) est un tissu secréteur qui rejette l'eau issue d'un parenchyme aquifère ou d'un vaisseau de xylème par des orifices aménagés entre des cellules épidermiques foliaires.
Cet orifice aquifère ou pore opère notamment lors du phénomène de guttation par exsudation de gouttelettes.

## Exemples de plantes possédant des hydatodes
- Alchemilla glabra[3]
- Dieffenbachia sp. [3]
- Philodendron sp. [3]